# CoRoT-1 b
COROT-1b (ранее COROT-Exo-1b; другое название — GSC 04804-02268b) — экзопланета, находящаяся приблизительно в 1560 световых лет от Земли в созвездии Единорог.
Планета движется по орбите вокруг жёлтой карликовой звезды COROT-1, была обнаружена 1 мая 2007 года с помощью космического телескопа COROT (целью которого является нахождение планет и наблюдение за ними). COROT-1b стала первым открытием миссии COROT.

## Характеристики
COROT-1b — рыхлая планета, имеет радиус больше в 1,49 раз, чем Юпитер, а массу — приблизительно в 1,03 раза. Его большой размер обусловлен низкой плотностью и сильным нагреванием его родительской звездой, заставляющей внешние слои атмосферы раздуваться.
Температура на поверхности планеты не ниже 1500 °С, а период обращения планеты вокруг звезды составляет примерно 1,5 дня. Расстояние до звезды — 0,025 а. е., что делает планету одной из самых близких к звезде.
Наклонение орбиты COROT-1b составляет 77 градусов, таким образом, планета вращается почти перпендикулярно экватору звезды.

## Наблюдение фаз
В мае 2009 года COROT-1b стала первой экзопланетой, для которой были объявлены результаты оптических наблюдений фаз. Эти наблюдения предполагают, что не существует значительного переноса тепла между ночной и дневной сторонами планеты.